# Torre de Coelheiros
Torre de Coelheiros ist eine Gemeinde (Freguesia) im portugiesischen Kreis Évora. In ihr leben 539 Einwohner (Stand 19. April 2021).